# Фабр, Эмиль
Эмиль Фабр (фр. Émile Fabre; 24 марта 1869, Мец — 25 сентября 1955, Париж) — французский драматург, театральный деятель, генеральный директор театра Комеди Франсез (Comédie-Française, с 1915 по 1936 год).

## Биография
В начале 1890-х гг. принимал участие в организации «Свободного театра» (Théâtre-Libre) в Марселе, в котором по примеру «Свободного театра» А. Антуана стремился воплотить сценические принципы Э. Золя.
В своих произведениях широко использовал натуралистический принцип «научной» документальности (газетные статьи, статистические сводки, парламентские отчёты и т. д.), что придавало им черты иллюстративности, хроникальность. В отличие от последовательных натуралистов, Э. Фабр не пассивный наблюдатель, а публицист, пьесы которого открыто тенденциозны. В его пьесах преобладают мрачные пессимистические тенденции.
Э. Фабр полемически противопоставлял свои пьесы современной ему адюльтерно-салонной драматургии, ставил в них значительные экономические и социальные проблемы.
Ранняя его комедия «Деньги» (1895) рисует характерные черты буржуазной семьи, хищническую, циничную жажду обогащения. В комедии «Общественная жизнь» (1901) и драме «Победители» (1908) Э. Фабр раскрывает сущность буржуазной демократии, обличает беспринципную борьбу за власть. Пьеса «Позолоченное чрево» (1905) показывает механику финансовых операций биржевых дельцов, погоню за наживой, которая приводит к разорению и гибели тысячи людей. Пьеса «Саранча» (1911) разоблачает легенду о «цивилизаторской миссии» белых людей, показывает преступление французских колониальных властей во Вьетнаме. В пьесе «Крупный буржуа» (1914а) драматург создал резко обличительный образ дельца.
Большой поклонник творчества Бальзака, инсценировал романы писателя «Жизнь холостяка» (1905) и «История величия и падения Цезаря Биротто» (под названием «Цезарь Биротто», 1910).
Был почётным председателем Общества драматургов и композиторов Франции.

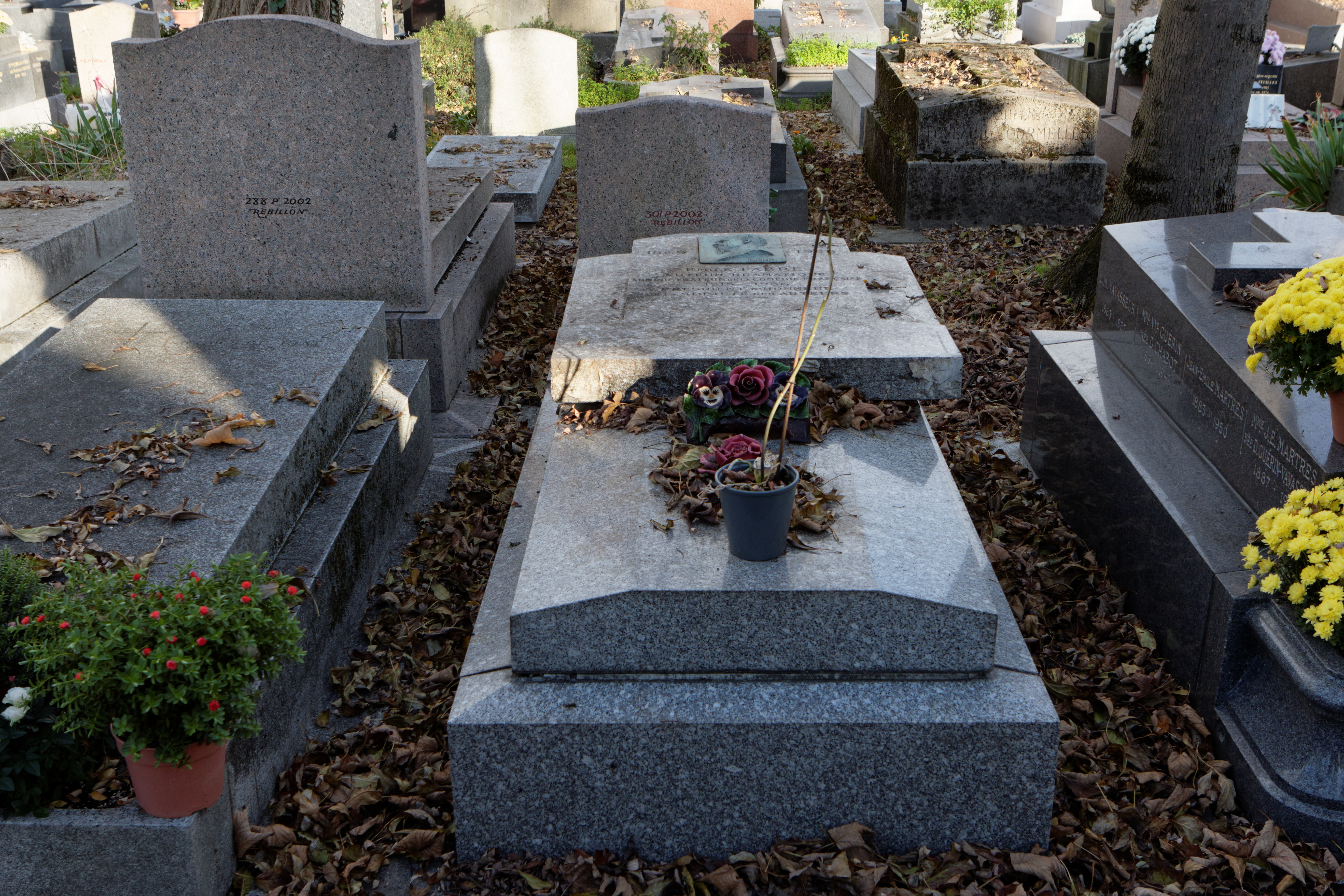
Могила Эмиля Фабра на кладбище Пер-Лашез

Похоронен на кладбище Пер-Лашез.

## Избранные произведения
- L’Argent (1895)
- Timon d’Athènes (1899)
- Les Cadeaux de Noël
- La Vie publique
- Les Ventres dorés (1905)
- La Maison d’argile (1907)
- Les Vainqueurs (1908)
- Les Sauterelles (1911)
- Un grand bourgeois (1914)
- La Maison sous l’orage (1920)
- Vidocq chez Balzac

## Награды
- Командор ордена Почётного легиона
- Кавалер ордена Почётного легиона